# Manlio Di Stefano
Manlio Di Stefano (nascido em 16 de maio de 1981) é um parlamentar italiano do Movimento Cinco Estrelas.

## Carreira política
Foi Subsecretário de Estado para Relações Externas e Cooperação Internacional no primeiro governo Conte e no segundo governo Conte.